# فيجاي سيثيباثي
فيجاي سيثيباثي هو ممثل هندي، ولد في 16 يناير 1978 في الهند.

## وصلات خارجية
- فيجاي سيثيباثي على موقع IMDb (الإنجليزية)
- فيجاي سيثيباثي على موقع ميوزك برينز (الإنجليزية)
- فيجاي سيثيباثي على موقع قاعدة بيانات الفيلم (الإنجليزية)